# Zemský okres Bodamské jezero
Zemský okres Bodamské jezero (německy Bodenseekreis) je zemský okres na jihovýchodě spolkové země Bádensko-Württembersko v Německu. Tento okres sousedí (ze západu ve směru hodinových ručiček) s okresy Kostnice, Sigmaringen, Ravensburg a s bavorským okresem Lindau. Na jihu tvoří hranici se Švýcarskem a Rakouskem Bodamské jezero.

## Geografie
Okres leží na severním břehu Bodamského jezera (německy Bodensee), po kterém je tento okres pojmenován. Krajinu okresu tvoří pahorkatiny Oberschwabisches Hügelland a Westallgauer Hügelland, a jak již jméno naznačuje je to většinou kopcovitá krajina.

## Obyvatelstvo
Vývoj počtu obyvatelstva zemského okresu Bodamské jezero od roku 1973:
| Rok               | Obyvatele |
| ----------------- | --------- |
| 31. prosinec 1973 | 161 906   |
| 31. prosinec 1975 | 162 236   |
| 31. prosinec 1980 | 170 353   |
| 31. prosinec 1985 | 172 981   |
| 27. květen 1987   | 172 776   |

| Rok                | Obyvatele |
| ------------------ | --------- |
| 31. prosinec 1990  | 183 774   |
| 31. december1995   | 192 947   |
| 31. prosinec 2000  | 199 181   |
| 31. prosinec 2005  | 205 446   |
| 30. červen 2006    | 207 090   |
| 31. prosinec 2012} | 205 843   |

## Města a obce
| Města                                                                 | Obce |
| --------------------------------------------------------------------- | --- |
| 1. Friedrichshafen 2. Markdorf 3. Meersburg 4. Tettnang 5. Überlingen | 1. Bermatingen 2. Daisendorf 3. Deggenhausertal 4. Eriskirch 5. Frickingen 6. Hagnau am Bodensee 7. Heiligenberg 8. Immenstaad am Bodensee 9. Kressbronn am Bodensee 10. Langenargen 11. Meckenbeuren 12. Neukirch 13. Oberteuringen 14. Owingen 15. Salem 16. Sipplingen 17. Stetten 18. Uhldingen-Mühlhofen |